# Кафедральний собор Буенос-Айреса
Кафедральний собор Буенос-Айреса (ісп. Catedral Metropolitana de Buenos Aires) — головний католицький храм Аргентини. Побудований у стилі неокласицизму. Розташований на розі вулиць Сан-Мартіна і Рівадавії у буенос-айреському районі Сан-Ніколас поблизу Травневої площі.

## Історія

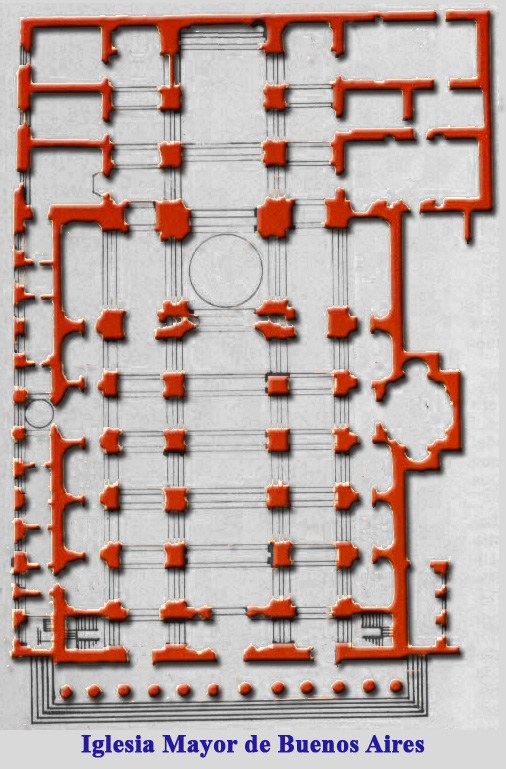
План собору

Місце, де зараз знаходиться Кафедральний собор Буенос-Айреса, було відведене під головну церкву міста ще в акті його заснування 11 червня 1580 року. Початково церква мала назву Святої Трійці і підпорядковувалася дієцезії Ріо-де-ла-Плата з осідком у місті Асунсьйон. Вона була скромною на вигляд будівлею з дерева і саману.
1605 року губернатор Ернандарьяс наказав знести церкву, оскільки вона була надто старою і негарною. На її місці було збудовано нову, дерев'яну. 1616 року її стріха почала руйнуватися, і головний храм парафії було перенесено до церкви Святого Франциска. Поки обиралися проекти відбудови церкви і збиралися кошти на це, споруда остаточно завалилася. У січні 1618 року почалася відбудова храму, яка тривала до кінця року. На це було витрачено 1100 песо. Однак нова споруда виявилася значно меншою за попередню, тому вже у 1621 році заговорили про побудову нового собору.
Тим часом, у Мадриді і Римі було завершено створення буенос-айреської дієцезії, про що було оголошено папою Павлом V 30 березня 1620 року. Першим єпископом став кармеліт Педро Карранса, який приступив до виконання своїх обов'язків 19 січня 1621 року. Кафедральним собором було названо церкву Святої Трійці у Буенос-Айресі.
Коли третій єпископ Буенос-Айреса отець Крістобаль де ла Манча і Веласко прибув до Аргентини 6 жовтня 1641 року він відзначив, що кафедральний собор у дуже поганому стані. Тому він вирішив збудувати новий храм з трьома навами і дзвіницею, на який потрібно було 5000 песо. 19 листопада 1662 року єпископ звернувся з проханням про матеріальну допомогу до короля й отримав гроші на будівництво з королівської скарбниці. 1671 року кафедральний собор було споруджено. Але через низьку якість будівельних матеріалів вже через сім років храм почав руйнуватися.
1678 року новий єпископ Антоніо Аскона Імберто сповістив короля про необхідність ремонту церкви й отримав на це 12 000 песо. 1680 року почалися роботи з реконструкції. Водночас у храму похилився дах, зруйнувалися вівтар і дзвіниця. Через це королівських грошей вистачило лише на нову покрівлю і частковий ремонт. Інтер'єр храму, ризниця і дзвіниця так і не були відремонтовані до смерті єпископа у 1700 році.
Наступний єпископ Педро Фахардо доклав усіх зусиль, щоб відбудова кафедрального собору була завершена. До 1721 року він відбудував дзвіницю і мав намір звести ще одну. Але вже 1722 року покрівля храму була у такому стані, що могла завалитися будь-якої миті. Єпископ захворів і попросив допомоги у реконструкції храму у влади Буенос-Айреса, але у наступні два роки нічого не було зроблено.
Відбудова храму почалася лише тоді, коли за цю справу взявся архідиякон Маркос Родрігес де Фігероа. Його зусиллями було зібрано суму у 1800 песо з королівської казни, 1500 песо з пастви, 2500 песо займу і 1000 песо з міської влади, на яку було збудовано дві дзвіниці, відремонтовано нави і портик. 1725 року на пожертву Томаса Труппа у 5000 песо було встановлено дзвони. Загалом цей храм став вже четвертим за рахунком кафедральним собором Буенос-Айреса. Згодом під керівництвом вікарія Бернардіно Вердуна де Вільяйсана було позолочено вівтар храму 400 фунтами золота, побілено приміщення, зроблено деякі перепланування, розписано хори, відремонтовано архів.

Кафедральний собор у різні роки
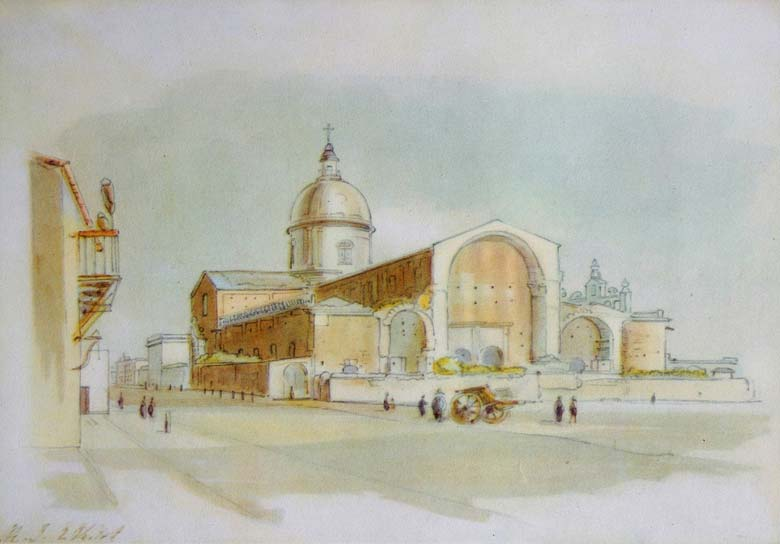
1817
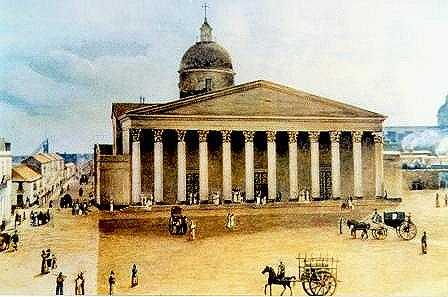
1829
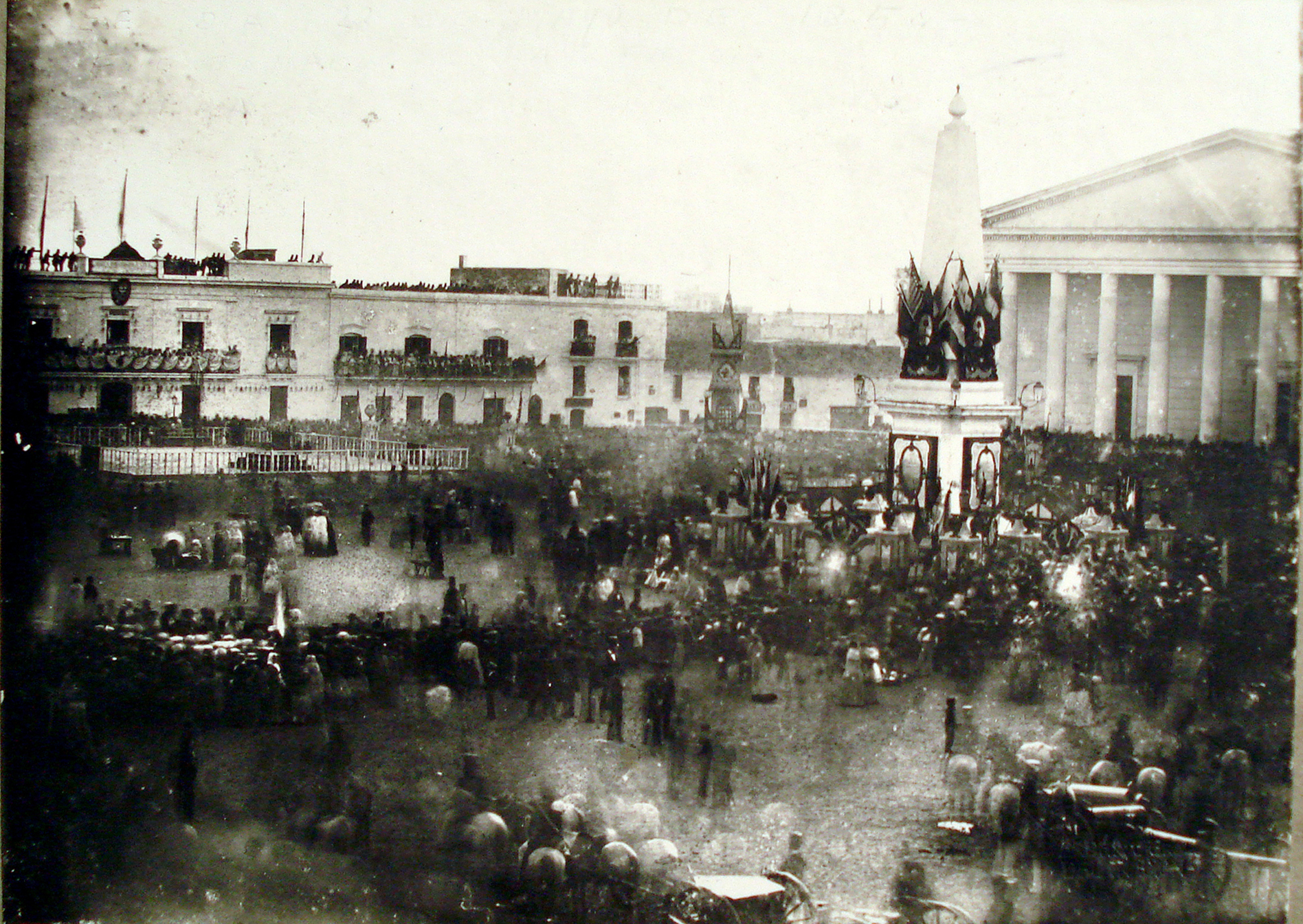
1854
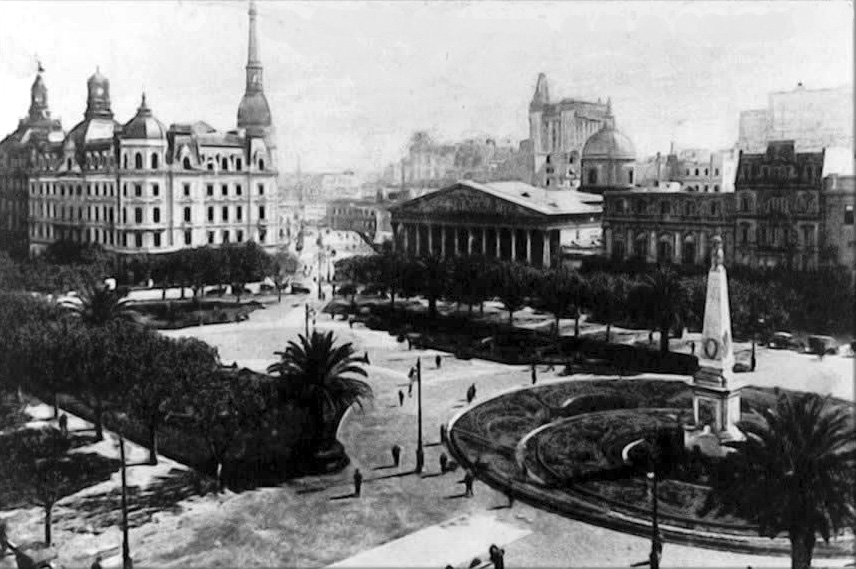
1920

Ввечері 23 травня 1752 року раптово завалилася частина храму, а наступного ранку обвалилися склепіння нефів. Відтак було вирішено знести залишки стін і збудувати нову більшу церкву заново починаючи з фундаменту. Проект розробив архітектор Антоніо Маселья. За планом храм повинен був мати форму латинського хреста з трьома навами і шістьма каплицями. З 1754 року роботами по спорудженню собору керував Домінго де Басавільбасо. Будівництво фінансувалося за рахунок коштів церкви і пожертв прихожан, а з 1760 року — за рахунок короля. Роботи йшли не без проблем: 1770 року було знесено новозбудований купол, бо на ньому з'явилися тріщини, 1778 року було знесено портик, а згодом розібрано дзвіниці. 25 березня 1791 року після 38 років будівництва кафедральний собор нарешті було завершено, а 1804 року освячено останнім єпископом колоніальної епохи в Аргентині Беніто де Луе-і-Р'єгою.

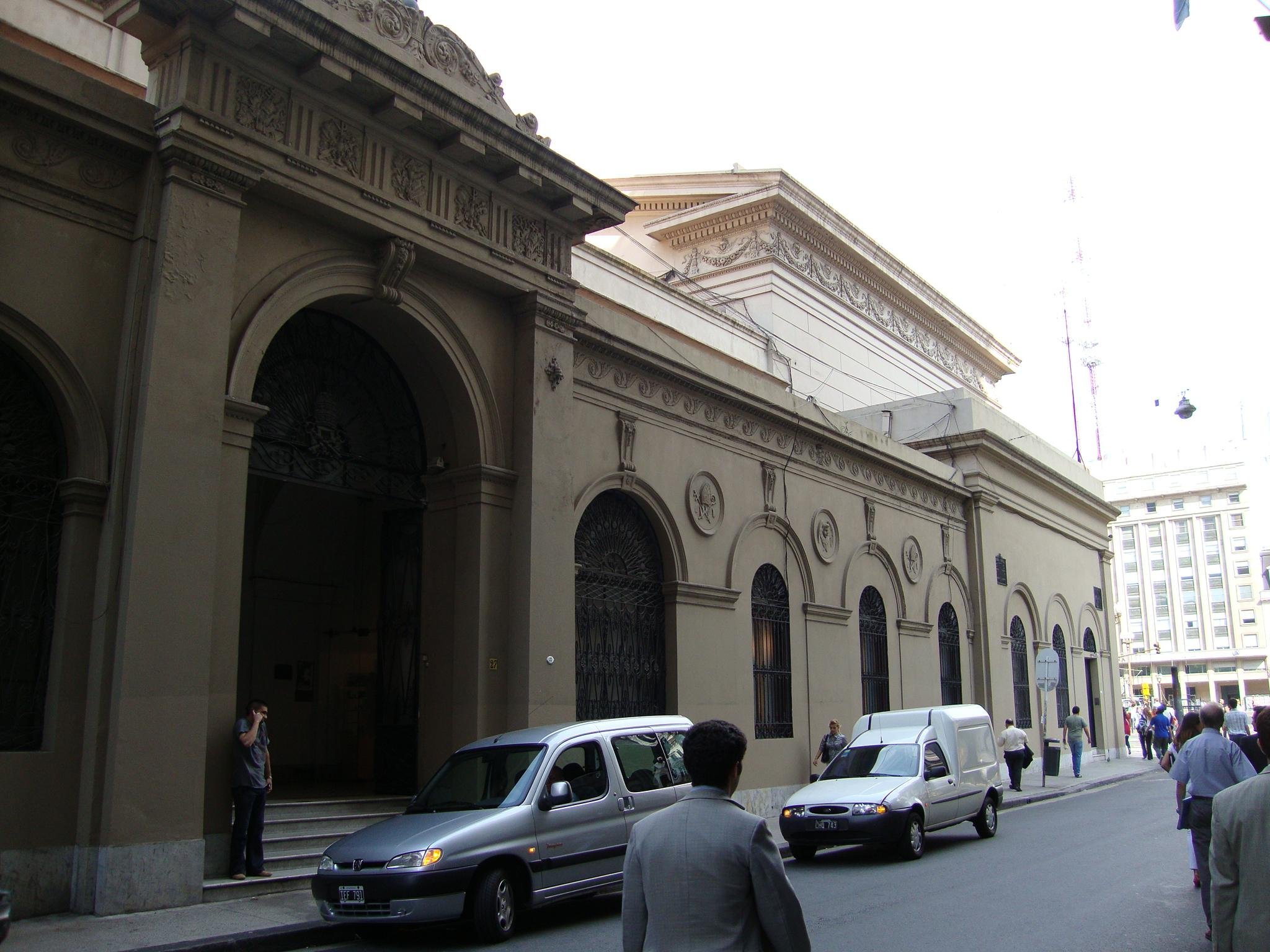
Вигляд собору з вул. Сан-Мартіна

Після здобуття Аргентиною незалежності уряд в особі Бернардіно Рівадавії проявив значний інтерес у завершенні робіт у соборі. Фасад почали робити у січні 1822 року під керівництвом Просперо Кателіна. До 1823 року було встановлено 12 колон коринфського ордеру, які символізували 12 апостолів. 1862 року колони були відреставровані, а також було встановлено скульптури роботи Дюбурдью на тимпані.
21 травня 1942 року Кафедральний собор Буенос-Айреса було визнано історичною пам'яткою.
У 1994-1999 роках відбулася масштабна реконструкція храму.

## Інтер'єр
У соборі знаходиться мавзолей національного героя Аргентини генерала Хосе де Сан-Мартіна, збудований 1880 року французьким скульптором Карьє Бельозом.
Стіни були розписані фресками у ренесансному стилі роботи італійця Франческо Паоло Парісі, але розписи були втрачені через вплив вологи.
У лівому крилі знаходиться мавзолей архієпископа Леона Федеріко Анейроса роботи Віктора де Поля.
Також у храмі знаходяться 14 картин пензля італійця Франческо Доменігіні, які зображають Хресну дорогу.
Дизайн підлоги було розроблено італійцем Карло Моррою 1907 року. Підлогу прикрашає венеційська мозаїка.
У соборі знаходяться три меморіальні таблички, присвячені жертвам трьох найбільших геноцидів: Холокосту, геноциду вірмен і Голодомору в Україні.

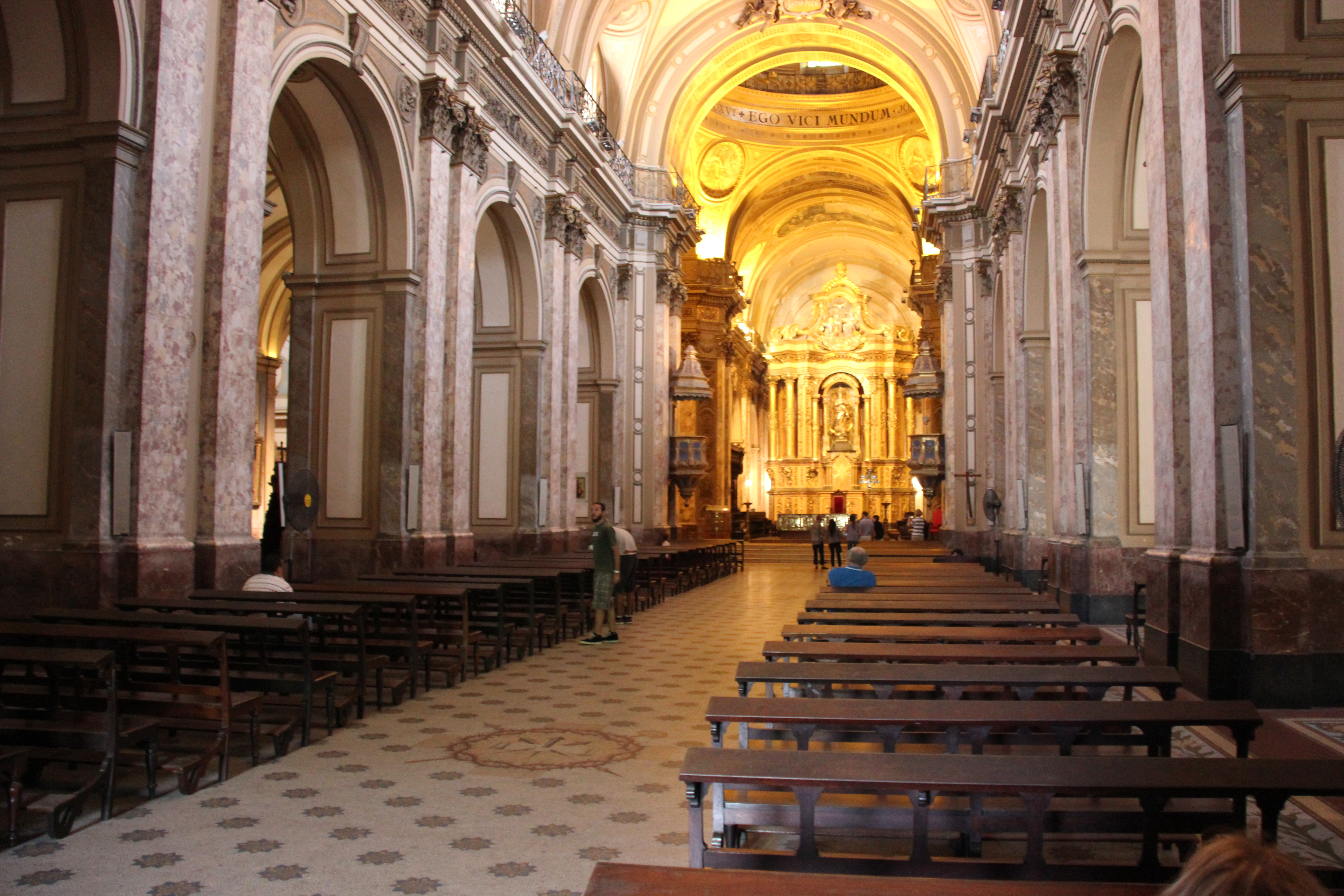
Інтер'єр собору
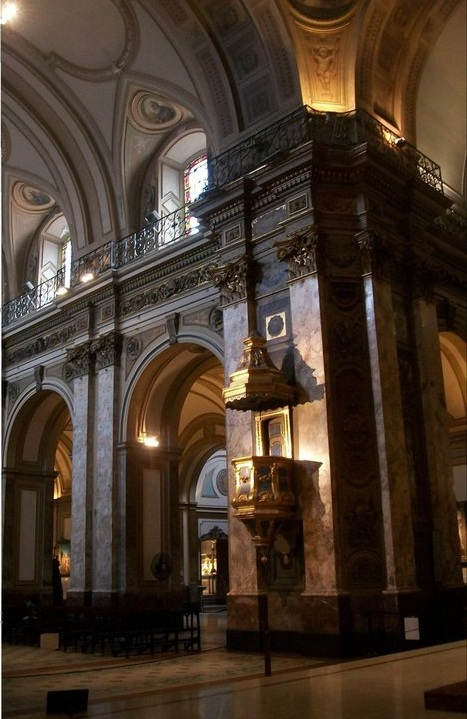
Амвон
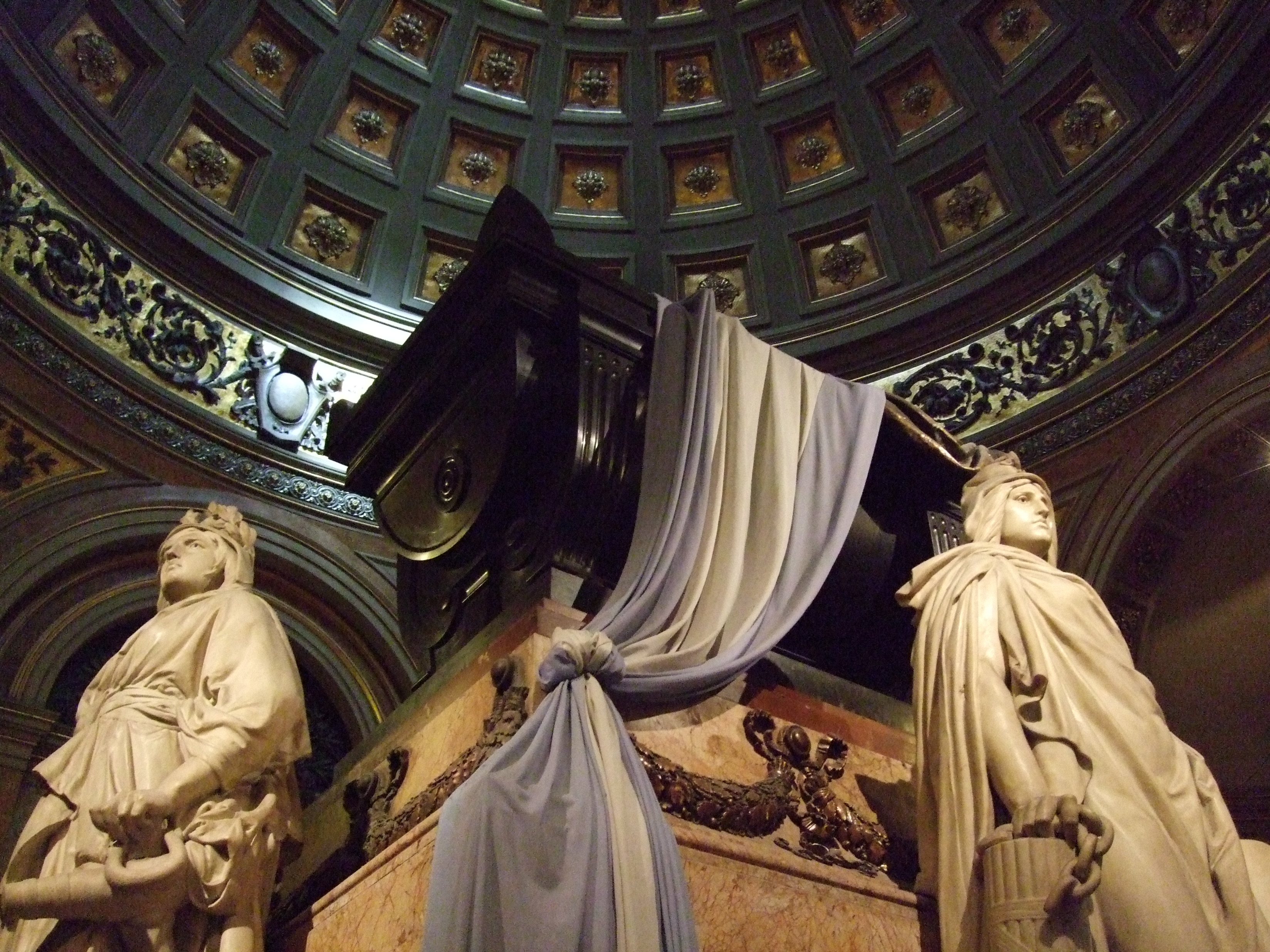
Мавзолей Сан-Мартіна
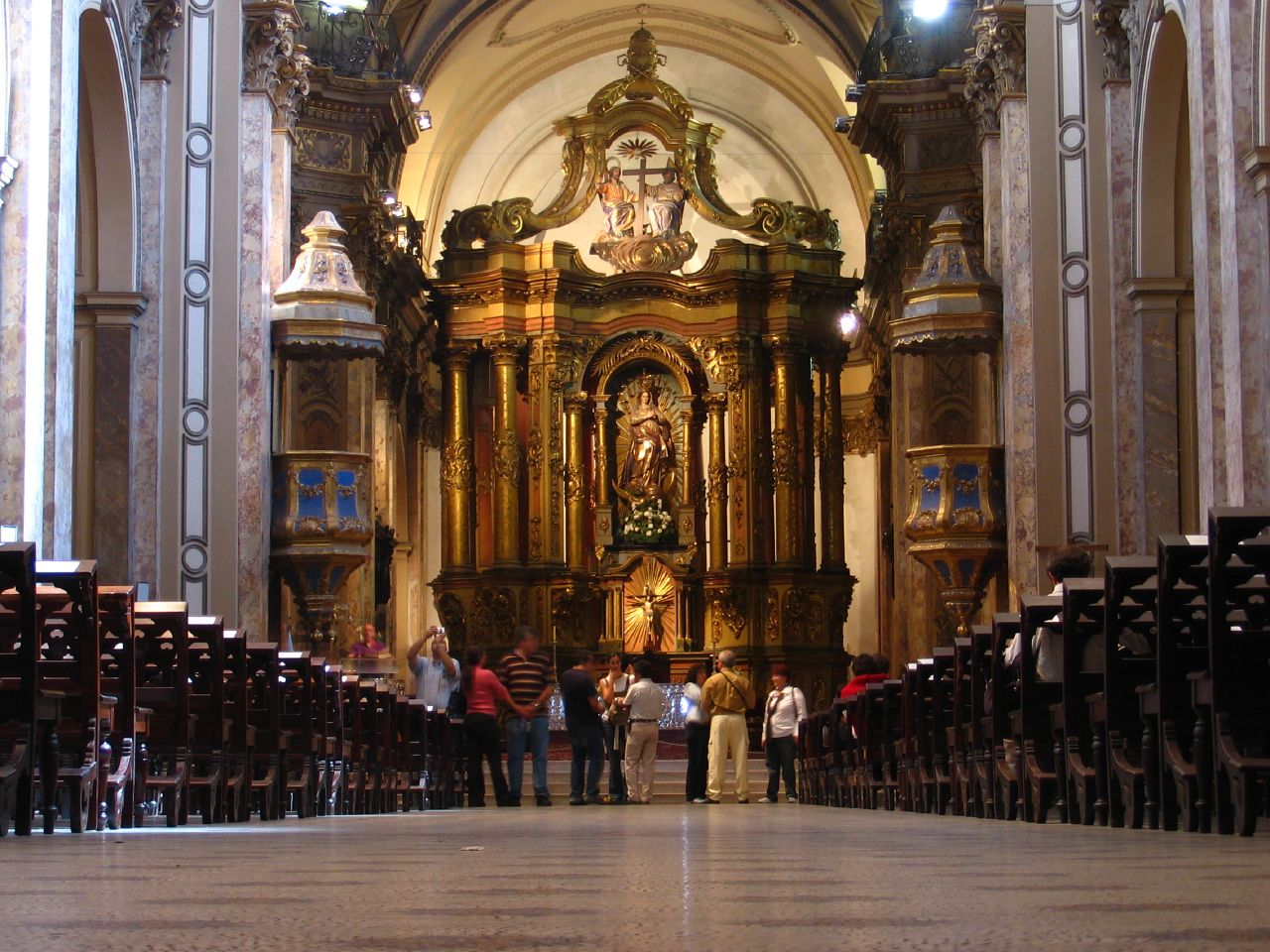
Головний вівтар
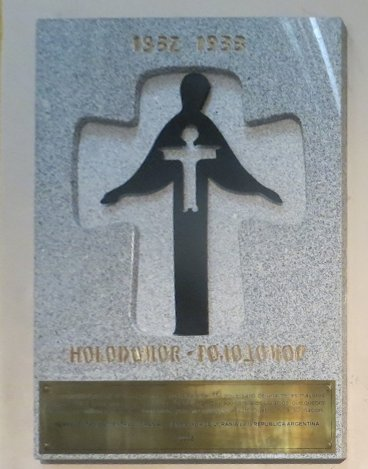
Меморіальна дошка, присвячена жертвам Голодомору